# EPrix de Long Beach 2016
GP précédent GP suivant
L'ePrix de Long Beach 2016 (2016 FIA Formula E Faraday Future Long Beach ePrix), disputé le 2 avril 2016 sur le circuit urbain de Long Beach, est la dix-septième manche de l'histoire du championnat de Formule E FIA. Il s'agit de la deuxième édition de l'ePrix de Long Beach comptant pour le championnat de Formule E et de la sixième manche du championnat 2015-2016.

## Essais libres

### Première séance
| Pos. | Pilote              | Voiture          | Chrono   | Écart     |
| ---- | ------------------- | ---------------- | -------- | --------- |
| 1    | Sébastien Buemi     | Renault e.dams   | 57 s 383 |           |
| 2    | Sam Bird            | DS Virgin Racing | 57 s 815 | + 0 s 432 |
| 3    | Simona de Silvestro | Amlin Andretti   | 58 s 033 | + 0 s 650 |
| 4    | Robin Frijns        | Amlin Andretti   | 58 s 039 | + 0 s 656 |
| 5    | Salvador Durán      | Team Aguri       | 58 s 119 | + 0 s 736 |
| 6    | Stéphane Sarrazin   | Venturi          | 58 s 373 | + 0 s 990 |

### Deuxième séance
| Pos. | Pilote                 | Voiture                   | Chrono   | Écart     |
| ---- | ---------------------- | ------------------------- | -------- | --------- |
| 1    | Daniel Abt             | ABT Schaeffler Audi Sport | 56 s 778 |           |
| 2    | Sébastien Buemi        | Renault e.dams            | 56 s 952 | + 0 s 174 |
| 3    | Lucas di Grassi        | ABT Schaeffler Audi Sport | 57 s 044 | + 0 s 266 |
| 4    | António Félix da Costa | Team Aguri                | 57 s 155 | + 0 s 377 |
| 5    | Robin Frijns           | Amlin Andretti            | 57 s 161 | + 0 s 383 |
| 6    | Sam Bird               | DS Virgin Racing          | 57 s 212 | + 0 s 434 |

## Qualifications
| Pos. | Pilote                 | Écurie                    | Groupe de qualification | Super pole | Grille |
| ---- | ---------------------- | ------------------------- | ----------------------- | ---------- | ------ |
| 1    | Sam Bird               | DS Virgin Racing          | 56 s 821                | 57 s 261   | 1      |
| 2    | Lucas di Grassi        | ABT Schaeffler Audi Sport | 57 s 131                | 57 s 270   | 2      |
| 3    | Stéphane Sarrazin      | Venturi                   | 57 s 136                | 57 s 412   | 3      |
| 4    | Nick Heidfeld          | Mahindra Racing           | 57 s 129                | 57 s 825   | 4      |
| 5    | Robin Frijns           | Andretti                  | 57 s 145                |            | 5      |
| 6    | Daniel Abt             | ABT Schaeffler Audi Sport | 57 s 151                |            | 6      |
| 7    | Sébastien Buemi        | Renault e.Dams            | 57 s 189                |            | 7      |
| 8    | Nicolas Prost          | Renault e.Dams            | 57 s 284                |            | 8      |
| 9    | Jérôme d'Ambrosio      | Dragon Racing             | 57 s 288                |            | 9      |
| 10   | Bruno Senna            | Mahindra Racing           | 57 s 383                |            | 10     |
| 11   | Jean-Éric Vergne       | DS Virgin Racing          | 57 s 496                |            | 11     |
| 12   | Simona De Silvestro    | Amlin Andretti            | 57 s 696                |            | 12     |
| 13   | Oliver Turvey          | NEXTEV TCR                | 57 s 952                |            | 13     |
| 14   | Nelsinho Piquet        | NEXTEV TCR                | 58 s 015                |            | 17     |
| 15   | Mike Conway            | Venturi                   | 58 s 144                |            | 14     |
| 16   | Salvador Durán         | Team Aguri                | 58 s 417                |            | 15     |
| 17   | Loïc Duval             | Dragon Racing             | 59 s 049                |            | 16     |
| 18   | António Félix da Costa | Team Aguri                |                         |            | 18     |

- António Félix da Costa (Team Aguri), auteur de la pole position, voit tous ses temps annulés en raison d'une pression insuffisante de ses pneumatiques.
- Nelsinho Piquet (NEXTEV TCR) écope de dix places de pénalité pour avoir observé son deuxième changement de moteur électrique de la saison.

## Course

### Classement
| Pos. | no | Pilote                 | Écurie                    | Tours | Temps/Abandon   | Grille | Points |
| ---- | -- | ---------------------- | ------------------------- | ----- | --------------- | ------ | ------ |
| 1    | 11 | Lucas di Grassi        | ABT Schaeffler Audi Sport | 41    | 45 min 11 s 582 | 2      | 25     |
| 2    | 4  | Stéphane Sarrazin      | Venturi                   | 41    | + 0 s 787       | 3      | 18     |
| 3    | 66 | Daniel Abt             | ABT Schaeffler Audi Sport | 41    | + 1 s 685       | 6      | 15     |
| 4    | 23 | Nick Heidfeld          | Mahindra Racing           | 41    | + 2 s 343       | 4      | 12     |
| 5    | 21 | Bruno Senna            | Mahindra Racing           | 41    | + 4 s 968       | 10     | 10     |
| 6    | 2  | Sam Bird               | DS Virgin Racing          | 41    | + 5 s 229       | 1      | 11     |
| 7    | 7  | Jérôme d'Ambrosio      | Dragon Racing             | 41    | + 6 s 735       | 9      | 6      |
| 8    | 6  | Loïc Duval             | Dragon Racing             | 41    | + 8 s 057       | 17     | 4      |
| 9    | 28 | Simona de Silvestro    | Amlin Andretti            | 41    | + 10 s 505      | 12     | 2      |
| 10   | 12 | Mike Conway            | Venturi                   | 41    | + 10 s 900      | 15     | 1      |
| 11   | 8  | Nicolas Prost          | Renault e.Dams            | 41    | + 11 s 205      | 8      |        |
| 12   | 88 | Oliver Turvey          | NEXTEV TCR                | 41    | + 17 s 417      | 13     |        |
| 13   | 25 | Jean-Éric Vergne       | DS Virgin Racing          | 40    | + 1 tour        | 11     |        |
| 14   | 77 | Salvador Durán         | Team Aguri                | 40    | + 1 tour        | 16     |        |
| 15   | 27 | Robin Frijns           | Amlin Andretti            | 40    | + 1 tour        | 5      |        |
| 16   | 9  | Sébastien Buemi        | Renault e.dams            | 38    | + 3 tours       | 7      | 2      |
| Abd. | 55 | António Félix da Costa | Team Aguri                | 33    | Suspension      | 18     |        |
| Abd. | 1  | Nelsinho Piquet        | NEXTEV TCR                | 32    | Accident        | 14     |        |

- Lucas di Grassi, Nick Heidfeld et Jérôme d'Ambrosio ont été désignés par un vote en ligne pour obtenir le fanboost, qui leur permet de bénéficier de 25 kW supplémentaires pendant cinq secondes lors de la course[6].

### Pole position et record du tour
La pole position et le meilleur tour en course rapportent respectivement 3 points et 2 points.
- Pole position :  Sam Bird (DS Virgin Racing) en 57 s 261.
- Meilleur tour en course :  Sébastien Buemi (Renault e.dams) en 57 s 938 au 28e tour.

### Tours en tête
- Sam Bird (DS Virgin Racing) : 11 tours (1-11)
- Lucas di Grassi (ABT Schaeffler Audi Sport) : 29 tours (12-21 ; 23-41)
- Nick Heidfeld (Mahindra Racing) : 1 tour (22)

## Classements généraux à l'issue de la course
| Pos. | Pilote                 | Points |
| ---- | ---------------------- | ------ |
| 1    | Lucas di Grassi        | 101    |
| 2    | Sébastien Buemi        | 100    |
| 3    | Sam Bird               | 71     |
| 4    | Jérôme d'Ambrosio      | 64     |
| 5    | Stéphane Sarrazin      | 48     |
| 6    | Loïc Duval             | 48     |
| 7    | Nick Heidfeld          | 39     |
| 8    | Nicolas Prost          | 38     |
| 9    | Robin Frijns           | 31     |
| 10   | Daniel Abt             | 31     |
| 11   | Bruno Senna            | 22     |
| 12   | António Félix da Costa | 16     |
| 13   | Oliver Turvey          | 10     |
| 14   | Jean-Éric Vergne       | 6      |
| 15   | Nelsinho Piquet        | 4      |
| 16   | Nathanaël Berthon      | 4      |
| 17   | Simona de Silvestro    | 2      |
| 18   | Mike Conway            | 1      |

| Pos. | Écurie                    | Points |
| ---- | ------------------------- | ------ |
| 1    | Renault e.dams            | 138    |
| 2    | ABT Schaeffler Audi Sport | 132    |
| 3    | Dragon Racing             | 112    |
| 4    | DS Virgin Racing          | 77     |
| 5    | Mahindra Racing           | 61     |
| 6    | Venturi Formula E Team    | 49     |
| 7    | Amlin Andretti            | 33     |
| 8    | Team Aguri                | 20     |
| 9    | NEXTEV TCR                | 14     |